# Suchomimus
Suchomimus tenerensis is een vleesetende theropode dinosauriër, behorend tot de groep van de Spinosauridae, die tijdens het vroege Krijt leefde in Afrika.
De eerste fossielen van Suchomimus werden in 1997 in Niger gevonden door een team van de beroemde paleontoloog Paul Callistus Sereno. Het dier kreeg al in 1998 zijn naam die "krokodilnabootser" betekent toen de typesoort Suchomimus tenerensis beschreven werd. Van Suchomimus is een wat completer skelet aangetroffen en verschillende losse botten. Daardoor zou veel van het dier bekend kunnen zijn ware het niet dat de snelle beschrijving weinig grondig was.
Suchomimus werd een kleine tien meter lang en drie ton zwaar. Hij had een lange krokodilachtige kop waarmee hij vissen kon vangen. Suchomimus liep op zijn stevige achterpoten. Zijn voorpoten waren kort maar zeer sterk gebouwd met enorme handklauwen om zich te verdedigen tegen andere theropoden. Op de rug stond een lage kam.
Suchomimus is vermoedelijk hetzelfde dier als de eerder uit hetzelfde vondstgebied benoemde Cristatusaurus. Ook is hij lastig te onderscheiden van de Britse Baryonyx en Suchosaurus, zijn directe verwanten in de Baryonychinae.

## Vondst en naamgeving
De typesoort Suchomimus tenerensis is op 11 november 1998 benoemd en beschreven door Paul Sereno, Allison Beck, Didier Dutheil, Boubacar Gado, Hans Larsson, Gabrielle Lyon, Jonathan Marcot, Oliver Walter Mischa Rauhut, Rudyard Sadleir, Christian Sidor, David Varricchio, Gregory Wilson en Jeffrey Wilson op basis van een aantal in 1997 bij Gadoufaoua in Niger gevonden fragmentarische skeletten waardoor in totaal ongeveer twee derde van de skeletelementen van het dier bekend zijn. Zo'n vierhonderd botten werden geborgen door een expeditie van achttien man, geleid door Sereno, die in de herfst van 1997 voor vier maanden naar Niger vertrokken was. De eerste vondst, een aan het woestijnoppervlak liggende duimklauw, werd gedaan op 4 december 1997 door Varrichio. De geslachtsnaam, "krokodilnabootser", verwijst naar de krokodilachtige snuit die alle bekende spinosauriden hadden en is afgeleid van het Oudgrieks σοῦχος, souchos, de naam van de Egyptische krokodil(lengod), en μῖμος, mimos, "nabootser". De soortaanduiding verwijst naar de Ténéréwoestijn, de vindplaats.

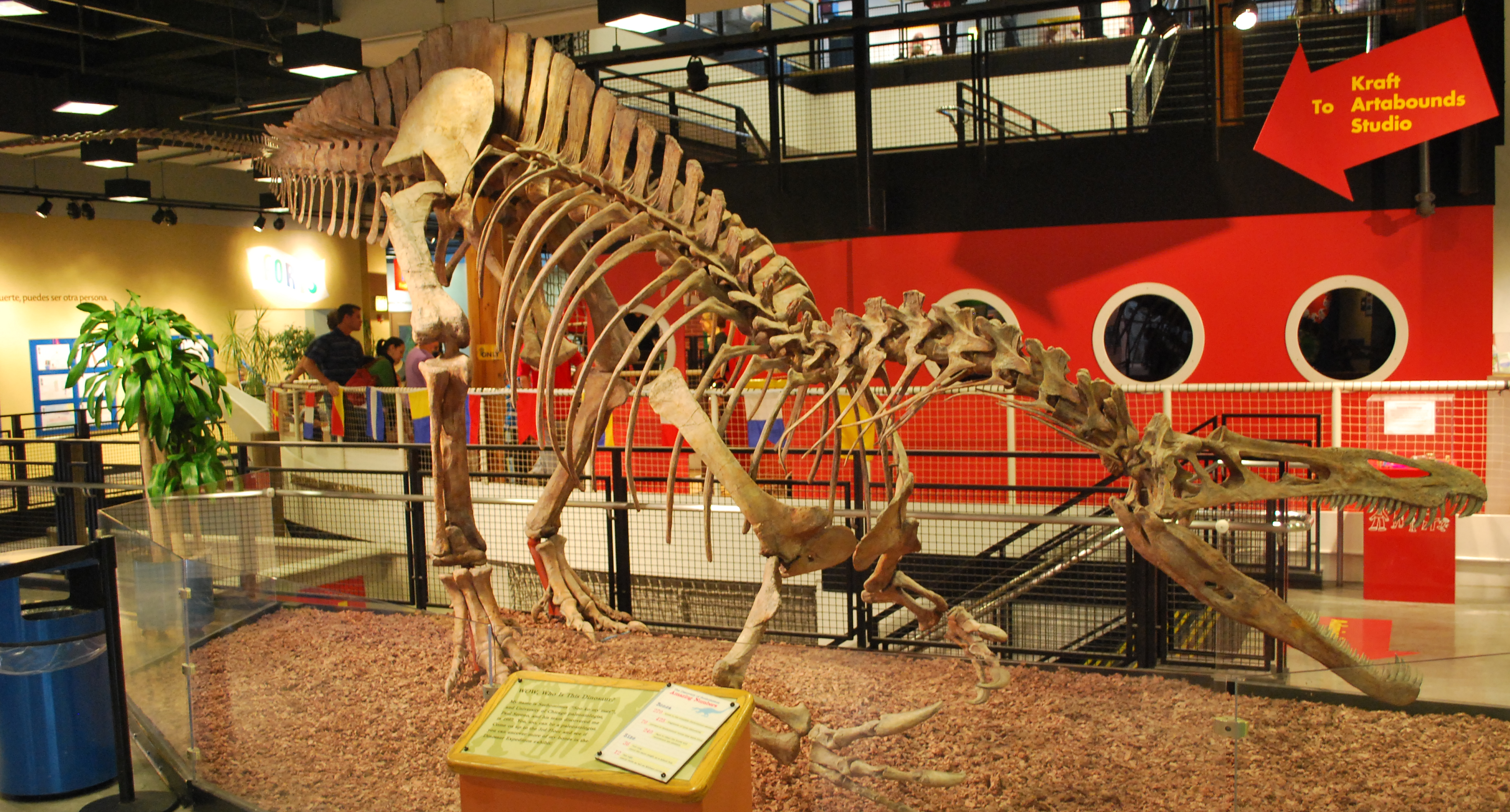
Het door Sereno opgestelde skeletmodel maakte sterk gebruik van gegevens afkomstig van Baryonyx

Het holotype, MNN GDF500, is gevonden in de Tegamabedden van de Elrhazformatie die dateren uit het Aptien. Het bestaat uit een gedeeltelijk skelet zonder schedel. Bewaard zijn gebleven: drie nekribben, delen van veertien ruggenwervels, tien ribben, buikribben, stukken van drie sacrale wervels, stukken van twaalf staartwervels, chevrons, een schouderblad, een ravenbeksbeen, een voorpoot, een bekkenhelft en delen van een achterpoot. De wervelkolom werd grotendeels in verband gevonden; de overige elementen lagen los. Delen van het skelet waren vermoedelijk al eeuwen eerder door erosie blootgelegd en hadden verweringsschade. Het gaat om een jongvolwassen exemplaar. Als paratypen zijn aangewezen: MNHN GDF 501: een snuit; MNHN GDF 502: een quadratum; MNHN GDF 503; een stuk dentarium; MNHN GDF 504: een stuk dentarium; MNHN GDF 505: een stuk dentarium; MNHN GDF 506: een draaier; MNHN GDF 507: een achterste halswervel; MNHN GDF 508: een achterste ruggenwervel; MNHN GDF 510: een staartwervel; en MNHN GDF 511: een staartwervel. De fossielen maken deel uit van de collectie van het Musée National du Niger.

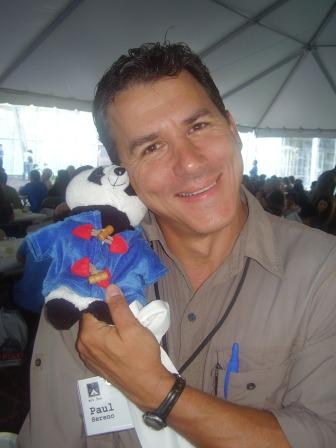
Voor Sereno was Suchomimus een groot publicitair succes

Het is mogelijk dat Suchomimus een jonger synoniem is van de iets, minder dan een maand, eerder benoemde Cristatusaurus uit dezelfde formatie, die ervan slechts verschilt in de grootte van de tandkassen, iets wat een simpel gevolg kan zijn van individuele variatie. Een identiteit van Cristatusaurus met Suchomimus zou het bekende materiaal in ieder geval doen toenemen met enkele kaakelementen en wervels maar misschien ook met specimen MNHN GAD 513, een gedeeltelijk skelet zonder schedel dat in 2007 aan Cristatusaurus is toegewezen en de bekende elementen aanvult met onder andere de meeste halswervels.
Het beschrijvende artikel verscheen in het gerenommeerde blad Science dat strikte beperkingen stelt aan de lengte van de publicatie. Als gevolg hiervan was de beschrijving summier en was Sereno gedwongen essentiële informatie in de voetnoten onder te brengen. Bij de beschrijving en het bouwen van een skeletmodel en een model van het levende dier, opgesteld in het Children's Museum te Chicago, leunde Sereno zwaar op de gegevens die bekend waren van Baryonyx. Dit leidde ertoe dat andere onderzoekers informeel hebben voorgesteld de soort maar bij dat geslacht onder te brengen. In 2002 benoemde Hans-Dieter Sues een Baryonyx tenerensis maar dat is geen gebruikelijke aanduiding geworden, hoewel Gregory S. Paul zich er in 2010 bij aansloot. De zaak wordt nog verder gecompliceerd doordat Baryonyx op zijn beurt weer een jonger synoniem zou kunnen zijn van het op tanden gebaseerde geslacht Suchosaurus.
Een gedetailleerde beschrijving van Suchomimus ontbreekt nog, met uitzondering van het vorkbeen, gevonden tijdens een vervolgexpeditie in 2000, waaraan in 2007 een kort artikel werd gewijd. Hoewel Suchomimus in wetenschappelijke zin dus nog slecht bekend is, was de publieke bekendheid die Sereno met deze vondst verwierf zeer aanzienlijk door de vele krantenartikelen en televisiedocumentaires die aan de vondst gewijd werden. Verschillende natuurhistorische musea tonen een afgietsel van het skeletmodel, dat door Sereno in een gebogen houding geplaatst werd, met opengesperde muil, om de bezoeker de indruk te geven dat hij door het dier aangevallen werd.

## Beschrijving

### Grootte en onderscheidende kenmerken

Suchomimus, in het rood, in grootte vergeleken met andere spinosauriden

Suchomimus is volgens Sereno ongeveer elf meter lang en heeft een rughoogte van zo'n drie meter. Paul schatte in 2010 de lichaamslengte op negenenhalve meter, het gewicht op tweeënhalve ton. Suchomimus heeft een zeer lange en smalle snuit met kegelvormige tanden. De rug werd misschien bekroond door een kort zeil. De armen zijn robuust en dragen een forse duimklauw.

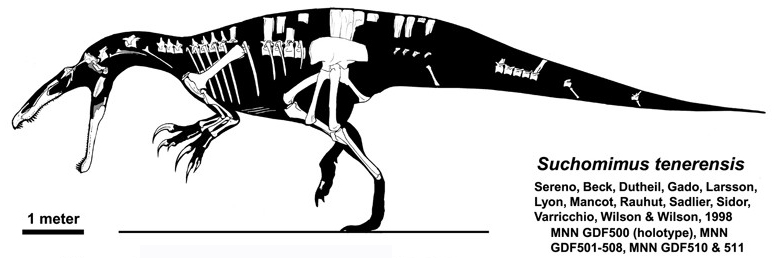
Een diagram van het skelet door Jaime Headden

Sereno wist enkele kenmerken vast te stellen die ook naar huidige inzichten nog onderscheidend zijn. De praemaxilla heeft een tak onder het neusgat lopen die het bovenkaaksbeen bijna helemaal van dat gat scheidt. De doornuitsteeksels van de achterste ruggenwervels, sacrale wervels en voorste staartwervels zijn verbreed. Het opperarmbeen heeft robuuste hoeken aan de bovenkant. De bult boven de gewrichtsknobbel van het opperarmbeen die contact maakt met het spaakbeen heeft een haakvormig uiteinde. Een identiteit met Cristatusaurus zou hieraan nog een middenkam op de snuit toevoegen.
Sereno had het nadeel dat hij niet kon beschikken over de meer gedetailleerde herbeschrijving van Baryonyx uit 1998. Michael Mortimer heeft erop gewezen dat als de door Sereno afgebeelde skeletreconstructie met de nieuwere gegevens over Baryonyx wordt vergeleken, enkele verschillen duidelijk in het oog springen. De snuit van Suchomimus is korter. Het bovenste uiteinde van het schouderblad is breder en het onderste uiteinde is abrupter ingesnoerd. Het opperarmbeen is robuuster. De onderkant van de ellepijp is meer verbreed. De voet van het schaambeen is meer verbreed. Het darmbeen heeft een korter aanhangsel voor het zitbeen en bij het achterblad strekt het in zijaanzicht zichtbare deel van de groeve voor de musculus caudofemoralis brevis zich minder ver naar achteren uit. Deze verschillen zouden echter kunnen voortkomen uit een verschil in rijping en daarbij kan de correctheid van Sereno's illustratie wegens het ontbreken van een gedetailleerde beschrijving van Suchomimus niet gecontroleerd worden.

### Skelet

#### Schedel

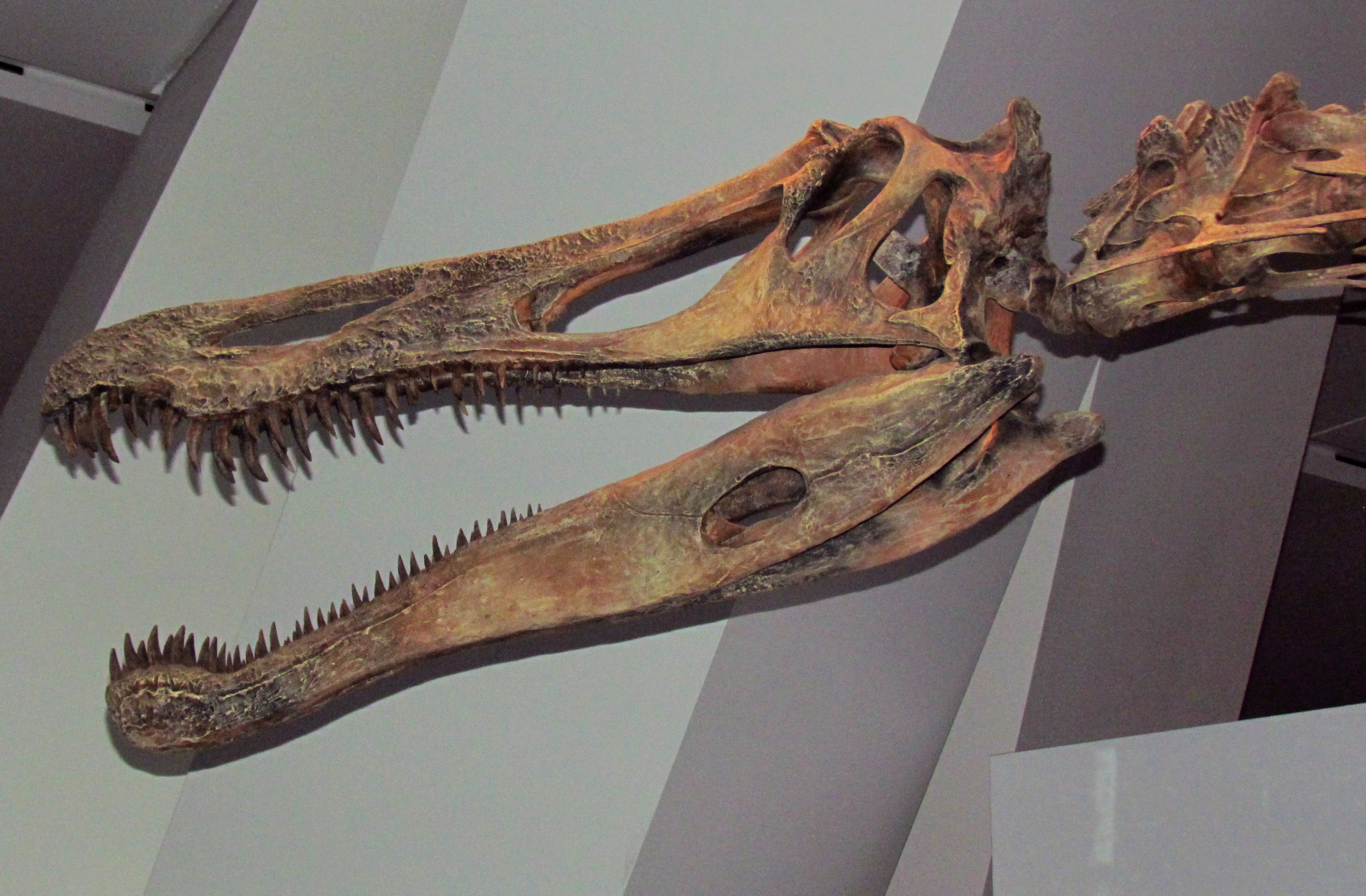
Een model van de schedel

De schedel van Suchomimus is, voor zoverre uit het snuitfragment valt op te maken, zeer langwerpig met een geschatte lengte van ongeveer 120 centimeter. Hij is ook zeer smal, vooral in de snuit. De schedel is echter tevens zeer robuust met zware geornamenteerde beenwanden en stevige vergroeiingen. De voorste snuitbeenderen, de praemaxillae, hebben van boven bezien aan de achterste basis een insnoering; daarvóór verbreden ze zich weer zodat een afgeronde rozet ontstaat die kon dienen als grijporgaan. Ook in zijaanzicht in er een insnoering, zij het niet zo sterk omdat de snuitpunt op een hoger niveau ligt dan het achterliggende gedeelte van de kaak, het bovenkaaksbeen. Iedere praemaxilla heeft zeven tanden. De voorste drie daarvan zijn erg groot en nemen van de eerste tot derde in grootte toe. De vierde tand is echter kleiner dan de tweede en na achteren nemen de premaxillaire tanden snel in omvang af. De punt van de snuit is bedekt met diepe putten. De praemaxilla is erg lang en daardoor ligt het langwerpige grote neusgat vrij ver naar achter, slecht beginnend ter hoogte van de vierde maxillaire tand. Het wordt zowel aan de bovenkant als de onderkant vermoedelijk voor meer dan de helft van de lengte door een tak van de praemaxilla omvat.

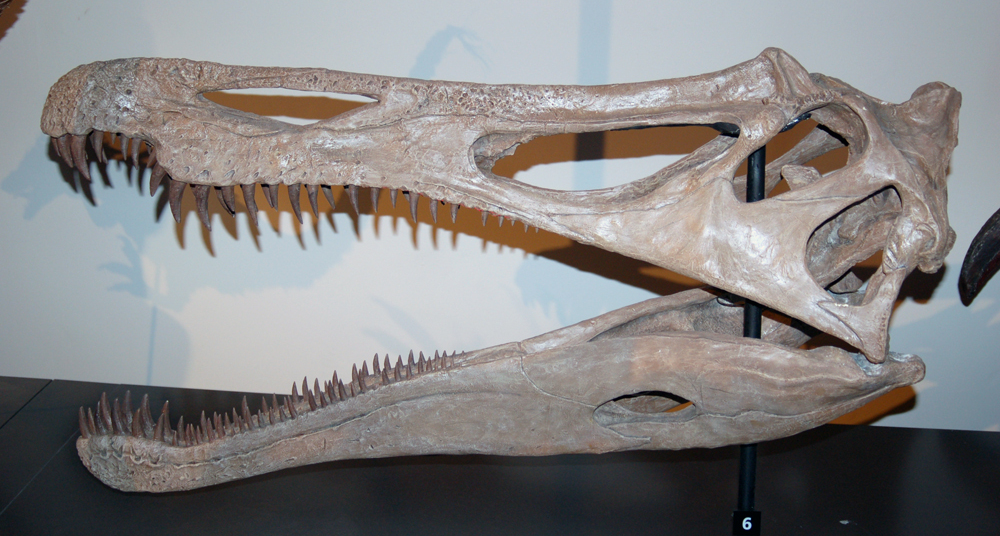
Suchomimus heeft een opvallende knik in de lijn van de bovenkaak

De achterste van die takken rust op het voorste deel van het bovenkaaksbeen. Deze maxilla heeft minstens tweeëntwintig maxillaire tanden. De rand van de voorkant van het bovenkaaksbeen kromt vlak achter de praemaxilla scherp naar beneden toe, een grote bocht vormend. In de hoek tussen praemaxilla en maxilla bevindt zich een klein tandje, schuin naar voren gericht. De tweede maxillaire tand is al een stuk groter en de bolling is bezet met zeer grote, door de kromming naar buiten uitwaaierende, tanden; de derde maxillaire tand is het grootst en naar achteren nemen de maxillaire tanden geleidelijk in omvang af, een lange tandrij vormend op een nogal holle achterste kaakrand. Boven de tanden bevindt zich een rij grote aderkanalen. Alle tanden zijn licht naar achteren gekromd en min of meer kegelvormig. Ze bezitten kleine rechthoekige kartelingen op de snijranden. Het tandemail is bedekt door een patroon van nauwe, naar beneden uitwaaierende, groefjes. In 2019 vergeleek een studie de tanden met die van Sarcosuchus. De structuur bleek sterk gelijkend maar ze waren taaier doch zachter dan die van de krokodilachtige.
De verbinding tussen maxilla en praemaxilla is vrij complex. Waar het raakvlak tussen beide botten achteraan bijna horizontaal loopt, daar waar de achterste praemaxillaire tak contact maakt, is de beennaad onder de insnoering meer verticaal gericht, zij het in een sterke zigzagvorm zodat de snuit hecht met het bovenkaaksbeen vergroeid is. Intern lopen de bovenkaaksbeenderen ver naar voren door, plaatvormige uitsteeksels vormend die op de middenlijn van de schedel over een stuk van de onderkanten van de praemaxillae heen groeien. Een opening aan de middelste onderzijde van het rozet ontbloot de voorkanten van deze smalle uitgroeisels. De interne vleugels van de bovenkaaksbeenderen raken elkaar over een lang gedeelte van het verhemelte zodat andere botten daarvan, het verhemeltebeen, het pterygoïde en het ectopyterygoïde, kennelijk ver naar achteren werden gedrongen, samen met de interne neusgaten, de choanae.
Het bovenkaaksbeen heeft achteraan twee takken die de voorkant van de grote schedelopening omvatten, de fenestra antorbitalis. Dit venster is plat en langwerpig en bezit slechts aan de voorste bovenhoek een duidelijke omgevende uitholling. Daar dringt een kegelvormige pneumatische uitholling naar voren toe het bot binnen, de vermoedelijke toegang voor een uitloper van een luchtzak.
Het quadratum of vierkantsbeen, in de achterste onderhoek van de schedel, is naast de praemaxilla en maxilla het enige element dat bekend is. Het is kort doordat het hele achterhoofd erg kort geweest moet zijn in vergelijking met de snuit. De kop ervan heeft een vierkantig, geen afgerond, bovenvlak. Het heeft, zoals uit de buitenste kromming van de schacht valt af te leiden, een zeer groot foramen quadraticum, opening tussen het quadratum en het quadratojugale. Het quadratum vormt de bovenkant van het kaakgewricht. De onderste gewrichtsknobbels zijn zeer breed.

#### Onderkaken

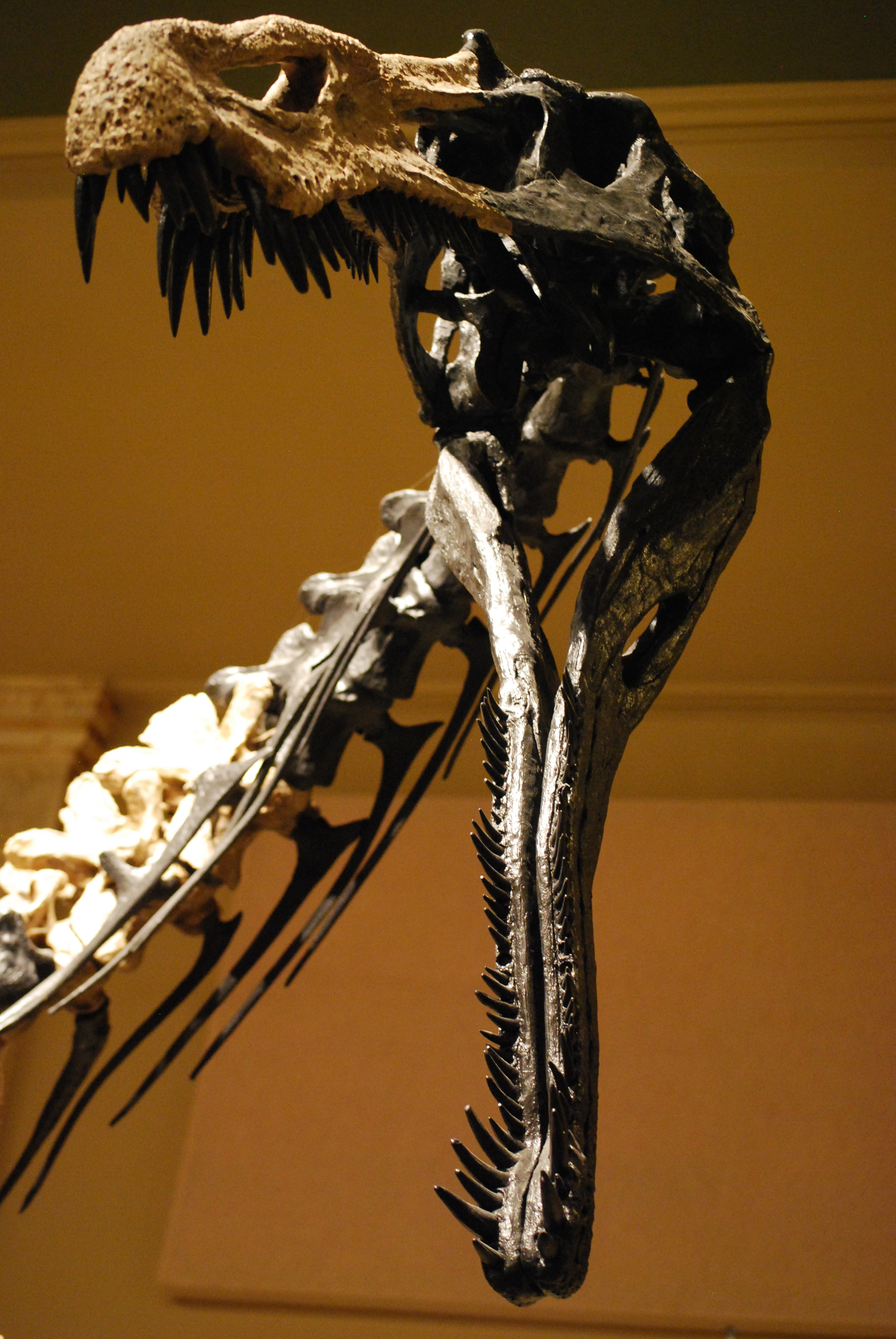
De onderkaken zijn nog smaller dan de bovenkaken

Van de onderkaken, link en rechts, zijn slechts de voorste tanddragende botten bekend, de dentaria. Het dentarium draagt tweeëndertig tanden, wat het totaal voor de kop op ongeveer 122 brengt. De voorste bovenrand van het dentarium volgt de inspringing bij de bovenkaak. Daardoor ontstaat een hoge voorste uitstulping die aansluit bij het rozet en de onderkant vormt van het grijporgaan. Dit hoge gedeelte is bezet met vijf grote tanden waarvan de derde en de vierde het langst zijn. De vijfde tand is al een stuk kleiner en daarna vermindert de tandlengte snel om bij het dichtklappen van de kaken ruimte te maken voor de lange maxillaire tanden van de bovenkaak. Zo ontstaat een lange rij van ongeveer even lange achterste dentaire tanden die duidelijk kleiner zijn dan de achterste maxillaire tanden. Ook bij de onderkaak is de voorste punt bedekt met diepe putten. Daarbij bevinden zich direct onder de voorste tanden zeer grote aderkanalen. De rij aderkanalen, in doorsnede verminderend, loopt verder naar achteren door, meer afstand van de tandrij nemend. Daar het dentarium hier maar half zo hoog is als vooraan bevindt deze rij foramina zich onder knik zelfs dichter bij de onderrand. Beide dentaria vormen in onderaanzicht een zeer smal geheel dat nog tussen de bovenkaken moest passen en ook helemaal achteraan nauwelijks breder wordt.

#### Postcrania
Van de delen achter de schedel, de postcrania, is vooral de romp goed bekend. De nek is relatief kort maar heeft wel een S-vorm. De epipofysen van de halswervels, uitsteeksels van de bovenste achterkant, zijn krachtig gevormd, wat duidt op een zware musculatuur. Volgens de reconstructie van Sereno zijn er zestien ruggenwervels. De voorste ruggenwervels hebben diepe kielen. De achterste ruggenwervels hebben een extra richel die van het bovenste ribgewricht, de diapofyse, langs de rand van het zijuitsteeksel naar de basis van het doornuitsteeksel op het wervellichaam loopt. Naar achteren toe worden de doornuitsteeksels van de wervels steeds groter, zowel in de lengte als in de breedte in zijaanzicht. Hun bases worden verbonden door beenwebben. Bij de twaalfde wervel kan men al van een kam spreken die boven de rest van de rug uit moet hebben gestoken. De doornuitsteeksels van de rug buigen iets naar voren. Er zijn minstens vijf sacrale wervels. Hier zijn de doornuitsteeksels het langst, de totale hoogte van de wervels vrijwel verdrievoudigend. Deze processus spinosi zijn aan hun uiteinde licht verbreed en nauw aangesloten. De uitsteeksels van de staartbasis zijn een derde korter en buigen iets naar achter. Zelfs op de middenstaart zijn de doornuitsteeksels tamelijk lang dus een kam zal zich ver naar achter hebben voortgezet. Een nog veel hogere kam is bekend van Spinosaurus.

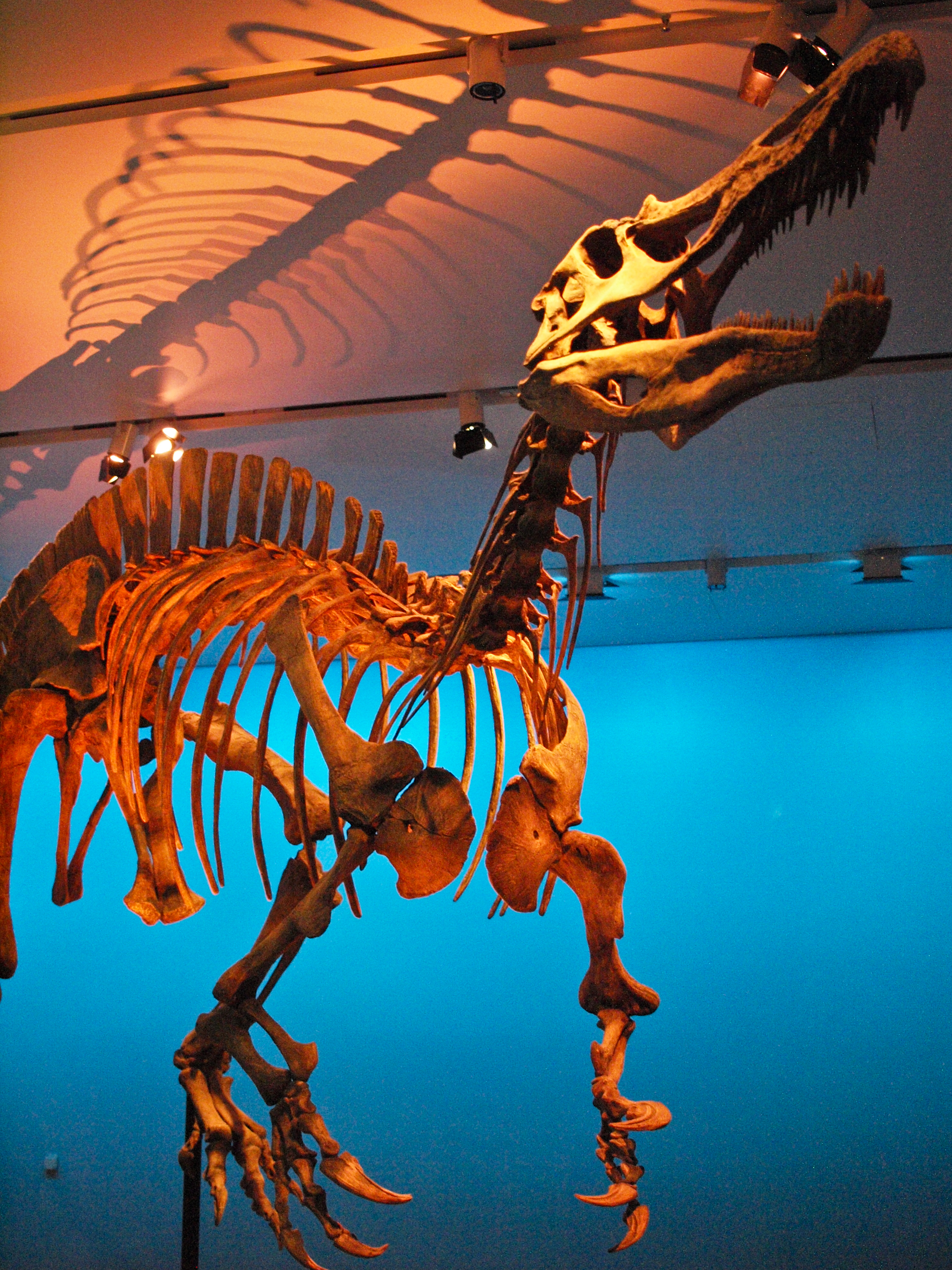
Suchomimus heeft krachtige voorpoten

Het schouderblad heeft een verbreed bovenste uiteinde en onderaan een vrij hoge rechthoekige processus acromialis aan de voorrand. Het ravenbeksbeen is haakvormig door een groot uitsteeksel aan de onderste achterkant; het hoofdlichaam is rechthoekig en hoog, aansluitend bij de processus acromialis. Het vorkbeen is V-vormig. De takken ervan maken een hoek met elkaar van 111°. Op de middenlijn ervan steekt een tongvormig afgeplat hypocleidium schuin naar beneden. In vooraanzicht is dit licht hol. Het bot ervan is glad, wat suggereert dat het hypocleidium geen andere skeletelementen raakte. Het middengedeelte van het vorkbeen heeft een D-vormige doorsnede: de voorrand is bol, de achterrand vlak. De zijtakken raken naar hun midden toe afgeplat om daarna naar hun uiteinde toe overdwars te verbreden, ieder een tongvormig epicleidium vormend. Deze uiteinden buigen licht naar boven en hebben op hun bovenvlakken en ondervlakken ondiepe evenwijdige groeven. De uiteinden zijn verdikt en verwijd om contact te maken met de processus acromiales waarop ze rusten en voldoende oppervlakte te bieden als aanhechting voor kapsels. De omvang van het vorkbeen wijst op een relatief nauwe en hoge romp.

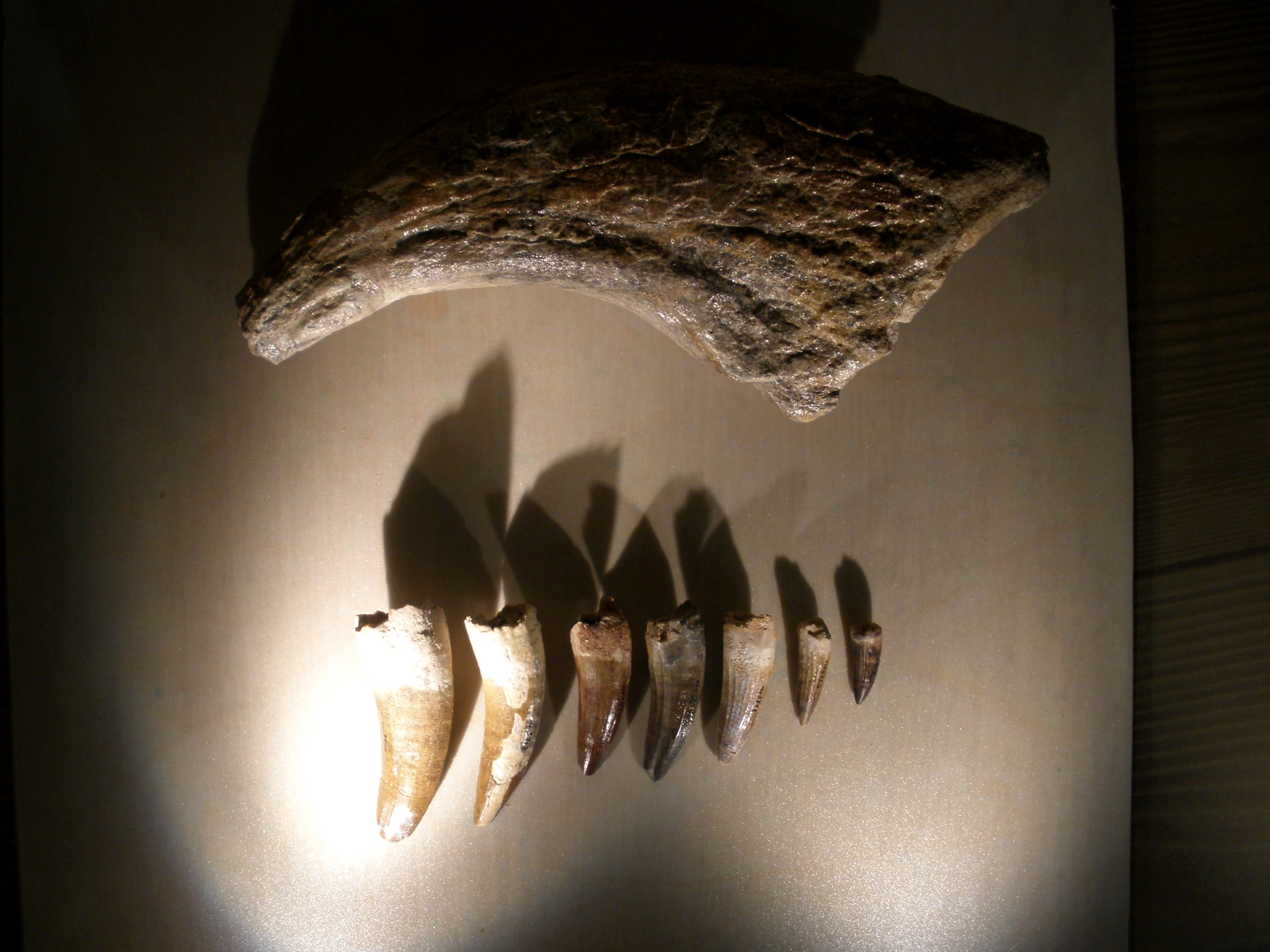
Een afgietsel van de duimklauw met echte baryonychine tanden

Het opperarmbeen van Suchomimus is zeer robuust met een lengte van zesenvijftig centimeter. Het wordt onder theropoden alleen in relatieve omvang overtroffen door dat van Megalosaurus en geëvenaard door dat van Torvosaurus. De deltopectorale kam is relatief sterk aan de buitenkant geplaatst. De binnenhoek van de bovenrand is extreem zwaar ontwikkeld. De bult boven de gewrichtsknobbel die contact maakt met het spaakbeen is haakvormig. Hieraan was wellicht de musculus pronator teres bevestigd of wellicht ook pezen voor de spieren van de onderarm die de hand doen buigen. Overigens is de bult boven de knobbel die contact maakt met de ellepijp al evenzeer groot. Het geheel duidt op een extreem gespierd en ingekapseld ellebooggewricht. De zware bouw zet zich voort in de brede onderarm waar het spaakbeen een lengte heeft van 255 millimeter. De ellepijp is zeer krachtig gebouwd en heeft boven achteraan een zeer grote en lange processus olecrani, een uitsteeksel voor de musculus triceps brachii. Dit is zo sterk ontwikkeld dat het helemaal van de schacht van de ellepijp afstaat, een onder de Theropoda zeldzaam kenmerk dat gedeeld wordt met Baryonyx — Sereno dacht in 1998 nog dat het een unieke autapomorfie was. De middenhand is kort en breed, zoals blijkt uit een dertien centimeter lang derde middenhandsbeen. Van de drie vingers zijn slechts de uiterste kootjes, de handklauwen, bekend. Die zijn groot en sterk gekromd. De grootste is een enorme duimklauw met een lengte van negentien centimeter. Een gevonden tweede handklauw heeft een lengte van 165 millimeter. Een derde handklauw is twaalf centimeter lang. Vermoedelijk is de derde vinger dan ook het kortst, de normale situatie bij de Tetanurae, de ruimere groep theropoden waartoe de spinosauriden behoren. De robuuste bouw van het derde middenhandsbeen en de krachtige derde klauw deed Sereno echter vermoeden dat deze vinger niet zo tenger was als bij de meeste tetanuren.
In het bekken is het darmbeen, een min of meer horizontaal beenblad dat als bovenste aanhechting dient voor de verticaal lopende spieren die de achterpoot bewegen, kort maar zeer hoog. Het voorblad ervan is verticaal afgesneden en eindigt onderaan in een licht afhangende punt. Tussen deze punt en het aanhangsel voor het schaambeen bevindt zich slechts een nauwe, scherp naar boven en achter toelopende, inkeping. Ook het achterblad is recht afgesneden. Het schaambeen zit aan de voorste onderkant van darmbeen vast. Het heeft een recht lange schacht die schuin naar beneden en voren uitsteekt. De schacht loopt naar onderen taps toe maar begint op ongeveer driekwart van de lengte weer te verwijden om te eindigen in een smalle "voet". De "voet" heeft in zijaanzicht een vrijwel even ver uitstekende achterste en voorste punt en een iets bolle onderrand. Eigenaardig is dat de voorzijde van de schacht een stuk breder is dan de zijkanten; Paul interpreteerde dit als een naar gedeeltelijk buiten draaien van de normale binnenzijde zodat Suchomimus eigenlijk wel een grote "voet" heeft maar dan een die een kwartslag gedraaid is ten opzichte van de normale stand. Het zitbeen zit aan de achterkant van het darmbeen verbonden en steekt naar beneden en achteren uit. Het is korter dan het schaambeen en in zijaanzicht dikker. De rechte schacht ervan verwijdt zich sterker, voornamelijk door een laag gelegen uitsteeksel, de processus obturatorius die een lage punt vormt aan de achterrand net boven de eigenlijke "voet". Tussen de bovenkanten van beide zitbeenderen, links en rechts, liep de cloaca, de gezamenlijke uitgang voor de uitwerpselen, het vrijwel vaste urinezuur en, afhankelijk van het geslacht van het dier, het sperma of de eieren.

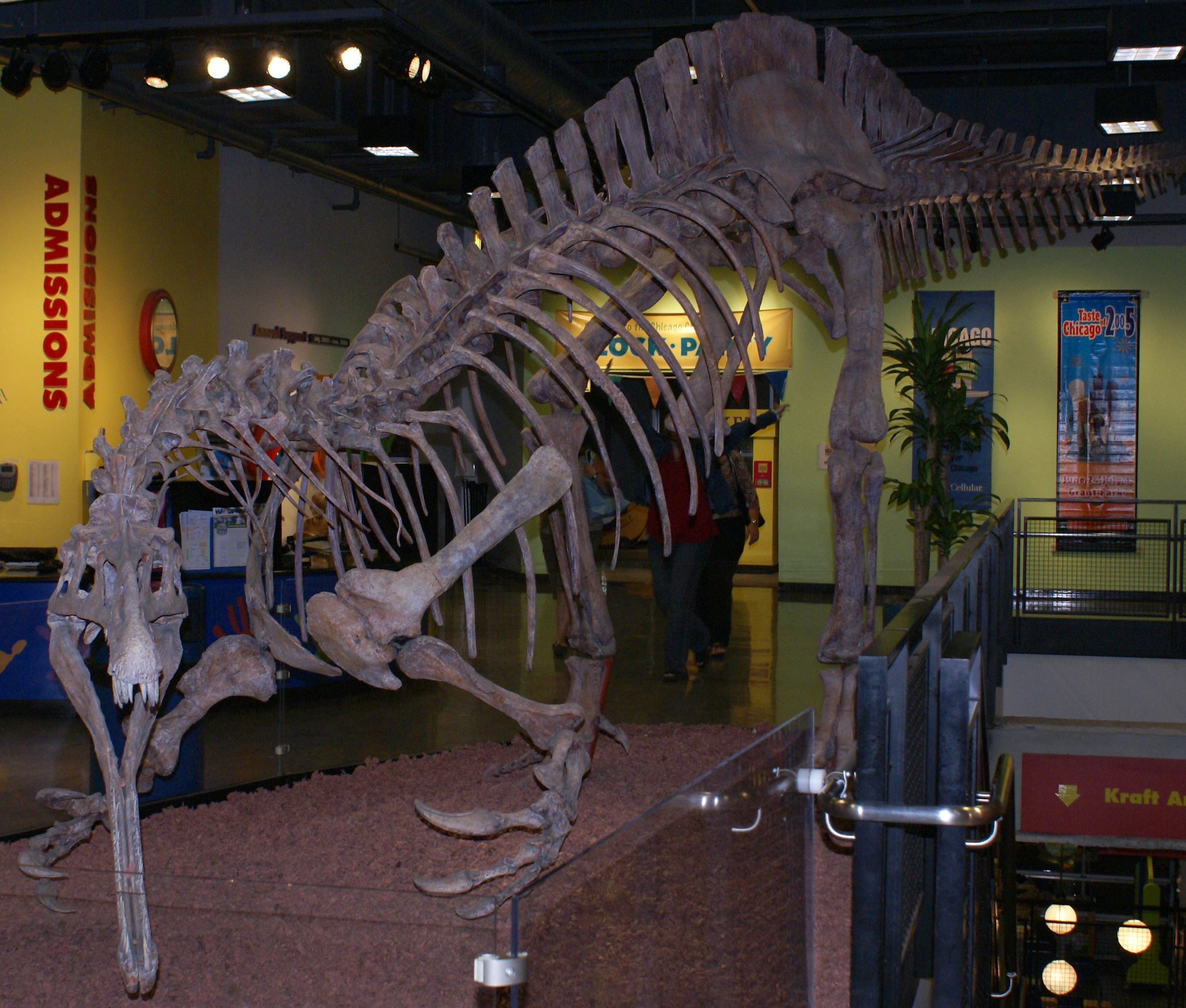
De romp heeft een aanzienlijke hoogte, vooral door de rugkam

Darmbeen, schaambeen en zitbeen omvatten samen een ook aan de binnenzijde open heupgewricht. Daarin steekt de kop van het dijbeen. Dit is recht, robuust en heeft een lengte van 1075 millimeter. De bovenkant van de schacht van het dijbeen eindigt in een trochanter major, een grote beenstijl. Aan de voorkant daarvan, en iets aan de buitenkant gelegen, bevindt zich een kleinere trochanter minor die bij Suchomimus veel lager eindigt en ervan gescheiden is door een ondiepe kloof. De trochanter minor is ook opvallend plaatvormig. De achterzijde van de schacht heeft een vierde trochanter, een in zijaanzicht tamelijke lage bult die de aanhechting vormt voor de voornaamste retractorspier, de musculus caudofemoralis longus die tussen het dijbeen en de staart loopt en de meeste kracht levert voor het naar achteren trekken van de achterpoot. Het voornaamste bot van het onderbeen is het scheenbeen met een lengte van 945 millimeter. Ook dit is robuust en heeft vooral aan de voorste bovenkant een ver naar voren uitstekende en goed ontwikkelde beenkam, de crista cnemialis. Het sprongbeen is op zich onbekend maar de afdruk ervan op de voorste onderkant van het scheenbeen laat zien dat de opgaande tak relatief lang is. Het aan de buitenzijde van het scheenbeen gelegen kuitbeen is veel dunner, ook bovenaan maar vooral in de zeer smalle schacht. Van de voet is weinig bekend; het niet zo grote teenkootje wijst niet op een bijzondere lengte.

## Fylogenie
Suchomimus werd door Sereno in de Spinosauridae geplaatst. Tot deze groep horen ook Baryonyx walkeri en de bekende Spinosaurus. Suchomimus is vermoedelijk een lid van de klade Baryonychinae die ter gelegenheid van de beschrijving gedefinieerd werd. Sereno wees erop dat het opvallend was dat de Europese Baryonyx en de Afrikaanse Suchomimus het nauwst aan elkaar verwant zijn, terwijl de ook in Afrika levende Spinosaurus tot een andere tak behoort. Dit verklaarde hij door aan te nemen dat de Baryonychinae zich in Europa hebben ontwikkeld — Baryonyx stamt namelijk uit het oudere Barremien — en Suchomimus het resultaat was van een incidentele migratie van baryonychinen naar Afrika, over de Tethysoceaan. Aan de andere kant onderscheidde hij alleen daarom twee groepen in Afrika dat één ervan een verwant in Europa had, iets wat ook het gevolg zou zijn geweest van een incidentele migratie van juist Afrika naar Europa. Welke kant de migratiestroom ook opging, vondsten in Portugal van baryonychine materiaal hebben doen vermoeden dat de genomen route via het toenmalige subcontinentje Iberia liep.
Dit kladogram van de Spinosauridae toont de positie van Suchomimus in de stamboom:
| Baryonychinae | \| \| Baryonyx \| \| \| \| \| \| Cristatusaurus \| \| \| \| \| \| Suchomimus \| \| \| \| |
|               | \| \| Baryonyx \| \| \| \| \| \| Cristatusaurus \| \| \| \| \| \| Suchomimus \| \| \| \| |
|               | Baryonyx                                                                                 |
|               |                                                                                          |
|               | Cristatusaurus                                                                           |
|               |                                                                                          |
|               | Suchomimus                                                                               |
|               |                                                                                          |

|  | Baryonyx       |
|  |                |
|  | Cristatusaurus |
|  |                |
|  | Suchomimus     |
|  |                |

| Spinosaurinae | \| \| Irritator \| \| \| \| \| \| ?Siamosaurus \| \| \| \| \| \| Spinosaurus \| \| \| \| |
|               | \| \| Irritator \| \| \| \| \| \| ?Siamosaurus \| \| \| \| \| \| Spinosaurus \| \| \| \| |
|               | Irritator                                                                                |
|               |                                                                                          |
|               | ?Siamosaurus                                                                             |
|               |                                                                                          |
|               | Spinosaurus                                                                              |
|               |                                                                                          |

|  | Irritator    |
|  |              |
|  | ?Siamosaurus |
|  |              |
|  | Spinosaurus  |
|  |              |

| Baryonychinae | \| \| Baryonyx \| \| \| \| \| \| Cristatusaurus \| \| \| \| \| \| Suchomimus \| \| \| \| |
|               | \| \| Baryonyx \| \| \| \| \| \| Cristatusaurus \| \| \| \| \| \| Suchomimus \| \| \| \| |
|               | Baryonyx                                                                                 |
|               |                                                                                          |
|               | Cristatusaurus                                                                           |
|               |                                                                                          |
|               | Suchomimus                                                                               |
|               |                                                                                          |

|  | Baryonyx       |
|  |                |
|  | Cristatusaurus |
|  |                |
|  | Suchomimus     |
|  |                |

| Spinosaurinae | \| \| Irritator \| \| \| \| \| \| ?Siamosaurus \| \| \| \| \| \| Spinosaurus \| \| \| \| |
|               | \| \| Irritator \| \| \| \| \| \| ?Siamosaurus \| \| \| \| \| \| Spinosaurus \| \| \| \| |
|               | Irritator                                                                                |
|               |                                                                                          |
|               | ?Siamosaurus                                                                             |
|               |                                                                                          |
|               | Spinosaurus                                                                              |
|               |                                                                                          |

|  | Irritator    |
|  |              |
|  | ?Siamosaurus |
|  |              |
|  | Spinosaurus  |
|  |              |

## Levenswijze

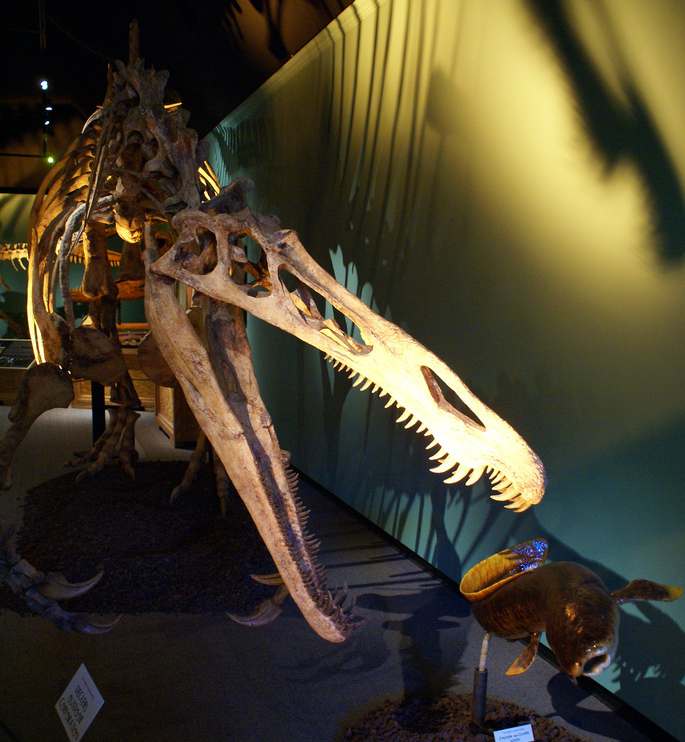
Suchomimus wordt meestal gezien als viseter

Het leefgebied van Suchomimus was in het vroege Krijt wel zeer heet maar geen woestijn. Uitgebreide regenval zorgde ervoor dat het landschap doortrokken was van riviertjes, in een van de afzettingen waarvan het fossiel gevonden werd. Vermoedelijk was de habitat weelderig begroeid. Daarmee voedden zich verschillende plantenetende dinosauriërs, waaronder de Euornithopoda Lurdusaurus, Ouranosaurus, Elrhazosaurus en de sauropode Nigersaurus. Deze dieren werden bejaagd door grote Theropoda als Eocarcharia en Kryptops, beide ook al door Sereno ontdekt. Suchomimus was nog groter dan deze jagers. Toch wordt hij meestal niet gezien als de apexpredator van zijn ecosysteem. De meeste onderzoekers beschouwen hem als een viseter. Dit oordeel is voornamelijk gebaseerd op de lange krokodilachtige snuit die met zijn kegelvormige tanden gespecialiseerd lijkt om kleinere glibberige prooi te grijpen. Hoe dat precies in zijn werk ging, is minder duidelijk. Soms wordt aangenomen dat Suchomimus helemaal te water ging om als een krokodil zijn platte snuit net onder de waterlijn te houden. Dat is echter een methode die bedoeld is om in een hinderlaag te liggen voor drinkende prooien en minder geschikt om vis te vangen; daarbij zou Suchomimus nogal opvallen met zijn rugkam. Er zijn ook geen duidelijke aanpassingen voor een zwemmende levenswijze. Misschien stond hij voornamelijk aan de kant om de snuit door het water te trekken. Dit roept echter de vraag op waarom de nek dan zo kort was. Een ander geopperd scenario wil dat het dier bij zee leefde. Zijn dieet bestond dan uit aangespoelde ammonieten en vissen. Ook pakte hij pterosauriërs — een pterosauriërfossiel is gevonden met een tand van vermoedelijk Suchomimus er nog in — en wellicht zelfs op het land uitrustende kleine plesiosauriërs. Ook trok hij misschien de zee in om vissen en andere zeedieren te vangen. Er bestaat overigens slechts zeer indirect bewijs voor deze hypothese. Roofdieren zijn meestal voedselopportunisten die alles eten wat ze te pakken kunnen krijgen. Zo kunnen kleinere dinosauriërs zeer wel op het menu gestaan hebben. De bovenkaaksbeenderen en dentaria van beide zijden raken elkaar op hun middenlijn wat de kaken versterkt tegen de rotatie van een spartelende prooi. Zelfs grotere dieren kunnen door de rozet gemeen zijn toegetakeld. De lange tanden waren in staat zich diep in de prooi te slaan waarna het vlees uit de wond getrokken werd door een zijdelingse beweging van de zware nekspieren die getuige de lange epipofysen bijzonder krachtig waren.

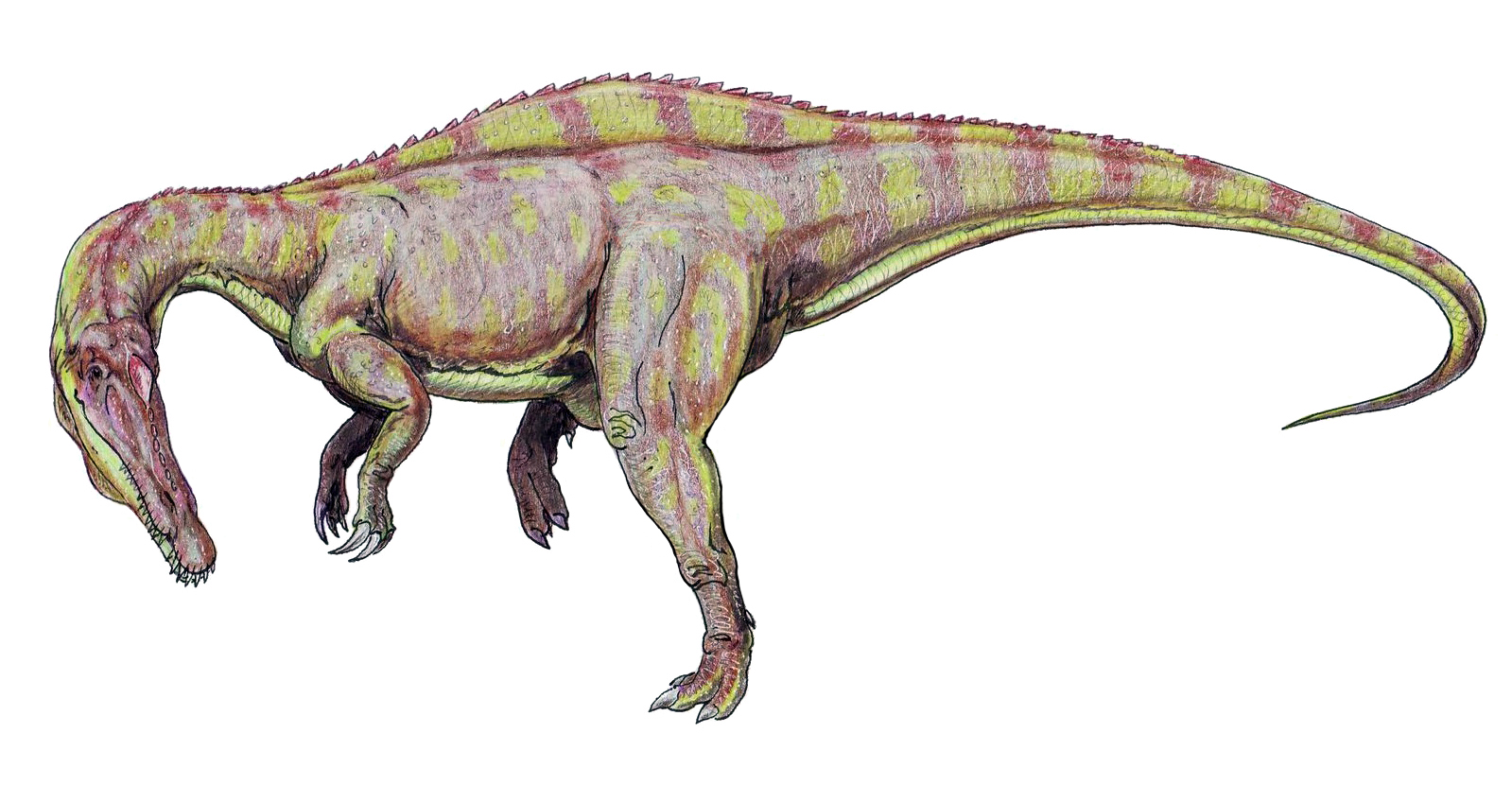
Een kleurige rugkam kan een signaalfunctie hebben gehad

Ook de rugkam vraagt om een verklaring. Soms wordt deze gezien als een orgaan om warmte op te vangen of — gezien het hete klimaat — juist af te staan. Een andere voor de hand liggende functie is die van pronkorgaan. Misschien was de structuur daartoe felgekleurd. Dit zou ook goed passen bij de niche van viseter want die zou er baat bij hebben gehad individueel een territorium te verdedigen — een poel of riviertraject met veel vissen — en concurrenten met een grote kam af te schrikken.
Een laatste opvallend kenmerk zijn de stevige armen met hun enorme duimklauw. Soms wordt Suchomimus wel afgebeeld terwijl hij met de duim letterlijk een vis aan de haak slaat maar het is onwaarschijnlijk dat de klauwen daarvoor dienden. Door zijn lange krokodilachtige snuit was de bijtkracht van zijn kaken beduidend minder. Dat kan een groot nadeel geweest zijn in gevechten met andere theropode geslachten. Zijn grote lichaamsomvang kan Suchomimus mede beschermd hebben maar de vervaarlijke handklauwen waren ideaal om een aanvaller pijnlijke wonden toe te brengen.